# Premi Cerverí de lletres per a cançó
El Premi Cerverí de lletra de cançó és un premi literari de lletres de cançó en llengua catalana que forma part dels Premis Literaris de Girona. És atorgat per la Fundació Prudenci Bertrana i Catalunya Ràdio, i és escollit per votació popular.

## Guanyadors
- 1995: Sau, per «Al teu costat»
- 1996: Toni Roig, d'Al-Mayurqa, per «Mai l'amor és impossible»
- 1997: Quico el Célio, el Noi i el Mut de Ferreries, per «Fandango dels adéus»
- 1998: David Escamilla, de Babel per «Fotos antigues»
- 1999: Gerard Quintana, de Sopa de Cabra, per «Lletania»
- 2000: Roger Mas, per «Cor pur»
- 2001: Lluís Llach, per «I tanmateix»
- 2002: Francesc Ribera i Toneu, «Titot», per «Com goses?»
- 2003: Eduard Canimas, per «Merry Christmas»
- 2004: Albert Fibla, per «Volia volar»
- 2005: Dani Coma, per «No em vull fer gran»
- 2006: Albert Fibla, per «Un nom de dona»
- 2007: Eduard Canimas, per «El circ»
- 2008: Ton Rulló, per «Moro errant».[1]
- 2009: Anna Roig, per «Corro sota la pluja»[2]
- 2010: Els Amics de les Arts, per «Reykjavik»[3]
- 2011: Guillem Gisbert de Manel, per «Benvolgut».[4]
- 2012: Dolo Beltrán de Pastora, per «Una altra galàxia»[5]
- 2013: Blaumut, per «I beg your pardon», cançó composta amb motiu de l'any Salvador Espriu
- 2014: Lluís Gavaldà de Els Pets, per «Me'n vaig»
- 2015: Xarim Aresté, per «A l'Univers li sua»[6]
- 2016: Adrià Puntí, per «La clau de girar el taller»[7]
- 2017: Toni "Panxo" Sánchez de Zoo, per «La mestra»[8]
- 2018: Judit Neddermann, per «No volem més cops»[9]
- 2019: Lildami, per «Sempre és estiu»[10]
- 2020: Ginestà, per «Estimar-te com la terra»[11]
- 2021: Maria Arnal, per «Meteorit ferit»[12]
- 2022: La Ludwig Band, per «S'ha mort l'home més vell d'Espolla»[13]
- 2023: Socunbohemio, per «Les coses que no m'agraden de tu»[14]